# Edwin Myers
Edwin Myers, född 18 december 1896 i Hinsdale i Illinois, död 31 augusti 1978 i Evanston i Illinois, var en amerikansk friidrottare.
Myers blev olympisk bronsmedaljör i stavhopp vid sommarspelen 1920 i Antwerpen.